# Tachyphonus coronatus
El frutero coronado (en Argentina y paraguay) o tangara coronada (Tachyphonus coronatus), también denominado frutero corona roja o frutero de corona carmín, es una especie de ave paseriforme de la familia Thraupidae perteneciente al género Tachyphonus. Es nativo del centro sureste de América del Sur.

## Distribución y hábitat
Se distribuye en el sureste y sur de Brasil (desde el sur de Bahía y Minas Gerais hasta Rio Grande do Sul), en el este de Paraguay y en el noreste de Argentina (Misiones).
Esta especie es considerada común en su hábitat natural: el estrato bajo y los bordes de selvas húmedas subtropicales o tropicales y bosques montanos de la Mata Atlántica y zonas previamente boscosas muy degradadas, hasta cerca de 1300 m de altitud.

## Sistemática

### Descripción original
La especie T. coronatus fue descrita por primera vez por el naturalista francés Louis Pierre Vieillot en 1822 bajo el nombre científico Agelaius coronatus; su localidad tipo es: «Paraguay».

### Etimología
El nombre genérico masculino «Tachyphonus» deriva de la palabra griega «takhuphōnos, que significa  «que habla rápido, parlachín»; y el nombre de la especie «coronatus», del latín: coronado, en referencia a la crista roja no siempre aparente de la especie.

### Taxonomía
Es monotípica. Los amplios estudios filogenéticos recientes de Burns et al. (2014) demuestran que esta especie es hermana de Tachyphonus rufus y el par formado por ambas es hermano de Tachyphonus phoenicius.